# Jesper Toft
Jesper Toft (Dall Villaby, 7 de febrero de 1999) es un deportista danés que compite en bádminton, en las modalidades de dobles y dobles mixto. Ganó dos medallas en el Campeonato Europeo de Bádminton, en los años 2024 y 2025.

## Palmarés internacional
| Campeonato Europeo | Campeonato Europeo     | Campeonato Europeo | Campeonato Europeo |
| Año                | Lugar                  | Medalla            | Prueba             |
| ------------------ | ---------------------- | ------------------ | ------------------ |
| 2024               | Saarbrücken (Alemania) | Medalla de plata   | Dobles             |
| 2025               | Horsens (Dinamarca)    | Medalla de oro     | Dobles mixto       |